# نخودی (فیلم)
نخودی فیلمی به کارگردانی جلال فاطمی و نویسندگی جلال فاطمی، فرشته طائرپور ساختهٔ سال ۱۳۸۸ است.

## خلاصه داستان
یک کارگردان تئاتر عروسکی که در انجام نمایش‌هایش ناموفق است با هر شکست و تحقیر کوچک و کوچک‌تر می‌شود اما ملاقات با نخودی در سرزمین قصه‌ها، زندگی او را تغییر می‌دهد.

## بازیگران
- صابر ابر
- رعنا آزادی‌ور
- مرضیه برومند
- مسعود کرامتی
- احمدرضا اسعدی
- علیرضا خمسه
- ابوالفضل منتهائی
- مجید شهریاری